# Liste der Monuments historiques in Sucy-en-Brie
Die Liste der Monuments historiques in Sucy-en-Brie führt die Monuments historiques in der französischen Gemeinde Sucy-en-Brie auf.

## Liste der Bauwerke
| Bezeichnung                       | Beschreibung | Standort                     | Kennzeichnung | Schutzstatus | Datum | Bild           |
| --------------------------------- | ------------ | ---------------------------- | ------------- | ------------ | ----- | -------------- |
| Château de Haute-Maison (Schloss) |              | 7, rue Ludovic-Halévy (Lage) | PA00079908    | Inscrit      | 1980  | weitere Bilder |
| Schloss                           |              | Rue de Noiseau (Lage)        | PA00079907    | Classé       | 1975  | weitere Bilder |
| Kirche St-Martin                  |              | Place de l’Église (Lage)     | PA00079909    | Inscrit      | 1926  | weitere Bilder |

## Liste der Objekte
- Monuments historiques (Objekte) in Sucy-en-Brie in der Base Palissy des französischen Kultusministeriums